# Хацор-ха-Глилит
Хацо́р-ха-Глили́т (ивр. חצור הגלילית‎) — местный совет в северной части Израиля, около Рош-Пины и Цфата.

## История
Древний Хацор был одним из важнейших городов Ханаана.

### Период ранней и средней бронзы
Впервые Хацор упоминается в текстах Эблы (Северная Сирия) в III тыс. до н. э.
Он отмечается как важный политический центр в египетских «Текстах проклятий» (вторая половина XIX в. до н. э.).
Хацор вместе с Лахишем — единственные города Страны Израиля, упоминаемые в документах Мари (XVIII в. до н. э.) как крупные торговые центры, имевшие караванное сообщение с Вавилоном. В одном из писем говорится о вавилонских посланниках, которые пробыли в Хацоре некоторое время. Из другого письма мы узнаем об отправке в Хацор партии олова. То есть Хацор занимался приобретением олова и поставками его в другие города для производства бронзы.

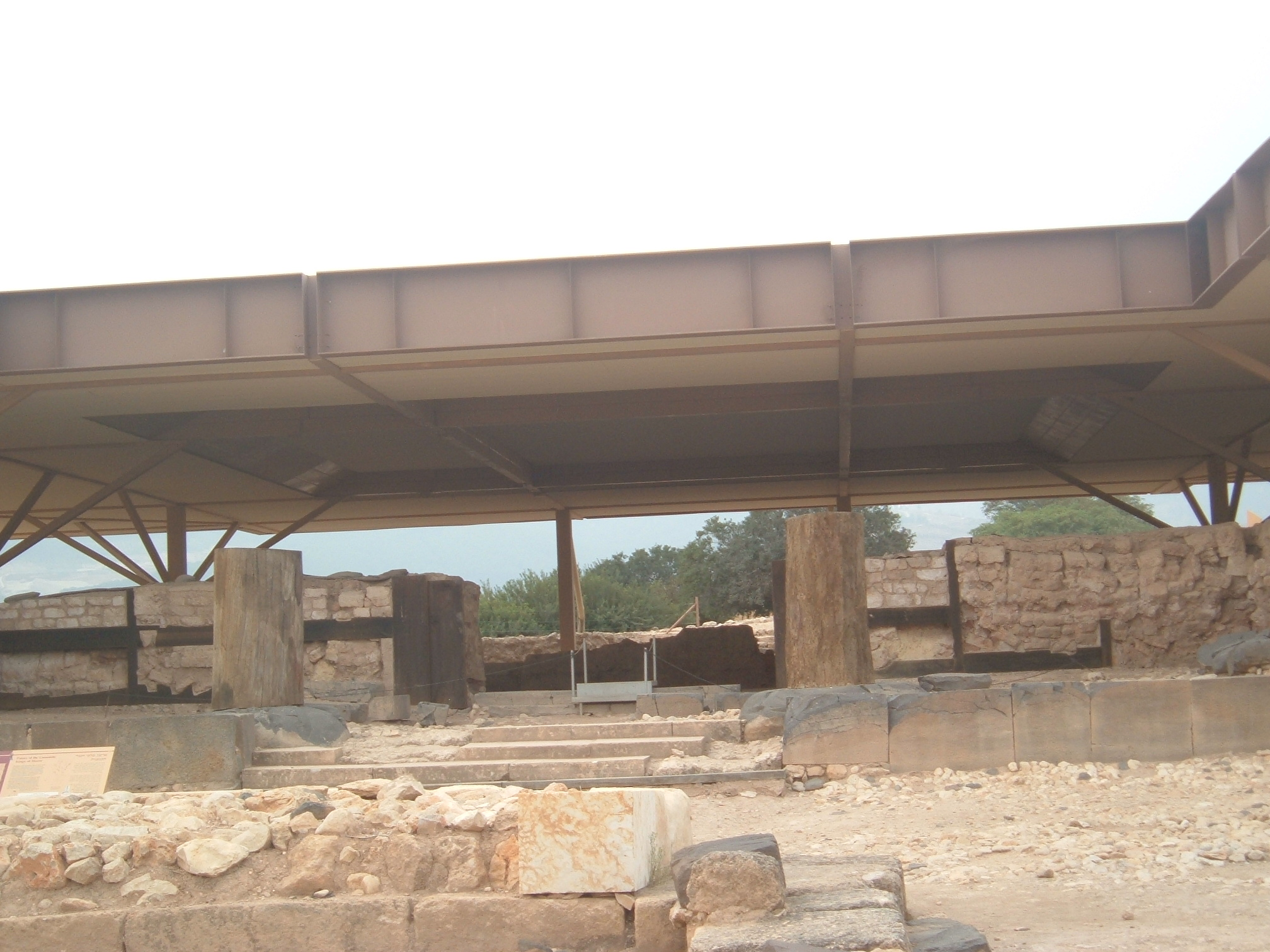
Царский дворец ханаанского периода

Хацор фигурирует во многих документах египетского Нового царства как город, завоеванный Тутмосом III, Аменхотепом II и Сети I. В Эль-Амарнских письмах (XIV в. до н. э.) говорится о заговоре против царя Хацора Абди-Тирши, расширившего границы царства к востоку от реки Иордан. В папирусе Анастаси (XIII в. до н. э.) Хацор упоминается в связи с Рамсесом II.

### Эпоха ТАНАХа
Согласно этим документам, Хацор — царство Явина (XII в. до н. э.), существовавшее до завоевания его коленами Израилевыми. Во время израильского завоевания Ханаана царь Явин возглавлял оборонительный союз ханаанских городов (ИбН. 11:1 и далее).
Вблизи Хацора израильтяне под предводительством пророчицы Дворы и Барака разгромили армию военачальника царя Явина Сисры (Суд. 4:1 и сл.).
Царь Соломон (X в. до н. э.) укрепил город (III Ц. 9:15).
В 732 г. до н. э. Хацор, как и другие города Галилеи, был разрушен ассирийским царем Тиглатпаласаром III, а население уведено в плен (IV Ц. 15:29).
Хацор упоминается в I книге Маккавеев (11:67) в связи с кампанией Ионатана Хасмонея против Деметрия.
В современном поселении Хацор-ха-Глилит находится древняя гробница, где, согласно традиции, похоронены чудотворец эпохи Мишны Хони ха-Меагель и его внуки. Если это верно, то евреи жили в Хацоре и тогда.

### Современная история
Хацор-ха-Глилит был основан в 1953 году, первоначально здесь находились два лагеря для репатриантов из арабских стран (маабара), лагеря Хацор-Алеф и Хацор-Бет.
Ранее на этом месте, находилась арабская деревня — Мугр-аль-Хайт, которая была уничтожена в ходе боёв во время арабо-израильской войны (1947—1949). В 1958 году население Хацор-ха-Глита достигло 4 тысяч человек и поселению был присвоен статус города развития. Площадь выделенной территории для заселения равна 5170 дунам.

## Население
По данным Центрального статистического бюро Израиля, население на начало 2020 года составляло 9 272 человека.

## Достопримечательности
Недалеко от современного Хацора находится библейский тель (курган) Тель-Хацор. Одной из наиболее известных достопримечательностей города является могила еврейского законоучителя и чудотворца Хони Ха-Меагеля, также здесь находятся могилы его внуков. Эти святыни привлекают в город множество паломников.